# Famille de Verdun
Pour les articles homonymes, voir Verdun (homonymie).
La famille de Verdun est une famille subsistante de la noblesse française, d'ancienne extraction, originaire de Normandie. Cette famille donna deux grandes lignées dont le point de jonction n'est pas connu : la lignée de la Crenne, dont la filiation suivie remonte à 1423 et qui s'éteignit en 1853, et la lignée de Barenton et de Passais, dont la filiation suivie remonte à 1410, aujourd'hui seule subsistante.
Elle n'a pas de liens avec la Maison de Verdun, originaire de l'est de la France et éteinte au XIIe siècle.

## Histoire
La famille française de Verdun est originaire de l'Avranchin, en Normandie. Elle donna deux grandes lignes dites de La Crenne et de Barenton et de Passais dont le point de jonction n'est pas connu.
Régis Valette dans Catalogue de la noblesse française subsistante (2007) écrit que la famille de Verdun subsistante est une famille d'ancienne extraction avec une filiation noble prouvée remontant à 1478.

### Branche de la Crenne (éteinte en 1853)
La branche de la Crenne, a une filiation filiation prouvée qui remonte à Guillaume de Verdun, donné comme défenseur du Mont-Saint-Michel en 1434 (ce combat est cependant en partie une légende), marié en 1433 à Thomine James. Sa descendance fut maintenue noble en 1599, 1624, et 1666. Cette branche donna un chef d'escadre en 1786 et  fut représentée à Avranches en 1789. Elle s'éteignit en 1853.

#### Personnalités
- Guillaume de Verdun († 1455), chevalier, seigneur de la Crenne. En 1419 ses biens furent confisqués par le roi d'Angleterre Henri V, pour défaut d'allégeance et rébellion. Il refusa de se soumettre et participa à la défense du Mont-Saint-Michel sous les ordres de Louis d'Estouteville. Il figure au nombre des 119 défenseurs du Mont-Saint-Michel dont les noms et armes furent inscrits en 1434 dans l'église abbatiale, récit en partie légendaire[4],[5],[6].
- Jean Mathurin de Verdun († 1759), dernier vicomte d’Avranches de 1741 à la suppression de la charge en 1749. Il conserva toutefois le titre de vicomte d’Avranches jusqu’à sa mort[7].
- Jean-René de Verdun de La Crenne (1741-1805), officier de marine. Il participe à la guerre de Sept Ans et à la guerre d'indépendance des États-Unis, ainsi qu'à plusieurs expéditions scientifiques. Il termine sa carrière avec le grade de chef d'escadre et prend sa retraite en 1791. Il est élu membre de l'Institut de France en 1796 à la classe des sciences et des sciences morales et politiques.

### Branche de Barenton et de Passais (subsistante)
La branche de Barenton et de Passais a une filiation prouvée qui remonte à Colin de Verdun, écuyer, trouvé en 1410, marié à Marguerite du Bois de Dorières. 
Son petit-fils, Guillaume de Verdun, vivant en 1478, épousa Marie Juhé de Barenton et en eut entre autres deux fils : Jean de Verdun auteur de la branche des Dorières, maintenue noble aux francs-fiefs en 1577 et éteinte peu après et Marguerin de Verdun, écuyer, seigneur de Passais, vivant en 1539 qui laissa deux fils de Suzanne de Malenfant. Le deuxième Michel, fut l'auteur de la branche de Fougères, maintenue noble en 1635; l’aîné Julien, continua la branche de Passais.
François-Léonor de Verdun, seigneur de Passais et de Barenton épousa en 1741 Jeanne-Julienne-Geneviève de Verdun de La Crenne.
CharIes-René de Verdun, fils du précédent, fut page de la Grande écurie en 1762 et comparut à l'assemblée de la noblesse à Mortain en 1789. De son mariage en 1779 avec Jeanne-Louise de Lorgeril il eut : 
- Alexandre-Charles de Verdun, dit « le marquis de Verdun de La Crenne », marié en 1817 à Alyre Tardif de Vauclair, il fut le père d’Alexandre-Constant de Verdun dit « le marquis de Verdun de La Crenne », mort sans postérité de son mariage avec Aliette de Saint-Gilles[1].
- Charles-Amédée-Magdelain de Verdun, marié en 1826 à  Caroline Dericq (alias d’Ericq) de Chasseguey dontle fils Edmond de Verdun épousa en 1869 Alice-Marie Thomé de Kéridec, d'où postérité[1].

## Armes

- D'or, fretté de sable.[1]
- D'argent, fretté de sable.[1],[8]

## Alliances
Les alliances de cette famille sont
- Branche de la Crenne : James (1423), de Guiton (1456), Adam (1503), de Pioger (1534), de la Hautonnière (1579), Payen de la Garanderie (1614), Guischard de Villiers (1647), Artur de la Villarmois (1686), Grandin du Bailleul (1720), Plessard de Servigny (1726), etc.
- Branche de Passais : du Bois de Dorières (1410), Le Soterel des Biards (1440), Juhé de Barenton (1482), Le Malenfant (1512), Couppel (1543), de Vauborel (1580), de Montreux (1606), du Champ-du-Boult (1635), de Cheverue (1673), Ponthaud (1716), de Verdun de La Crenne (1741), de Lorgeril (1779), Tardif de Vauclair (1817), d'Ericq de Chasseguey (1826), Thomé de Kéridec (1869), Maurice du Plessis (1904), de Chabannes (1905), Haudos de Possesse (1913), Seguin de Broin (1930), de Durfort-Civrac de Lorge (1933), Moullart de Vilmarest (1946), de Peyronnet, de La Tour du Pin Chambly La Charce (1964), de Saisy de Kerampuil (1977), de Kernafflen de Kergos (1978), Galouzeau de Villepin, Ponchet de Langlade, de Beaumont de Verneuil d'Auty (1993), de Kergorlay, d'Antin Tournier de Vaillac, Dupont de Ligonnès, Pallu du Bellay de Beaupuy.

## Personnages non rattachés à la famille actuelle de ce nom
On trouve en Normandie dès le XIe siècle des porteurs du nom de Verdun dont la filiation n'est pas établie. Certains s’installèrent à cette époque en Angleterre lors de la conquête normande,[réf. à confirmer].
- Ernéis de Verdun (Erneisi de Verduno), chanoine de la cathédrale Saint-André d'Avranches, mentionné comme témoin dans une des chartes du cartulaire de l'abbaye du Mont-Saint-Michel, signée à Avranches en 1076[12].
- Roland de Verdun († 1346), chargé en juillet 1346  avec Nicolas de Grouchy, de la garde du château de Carentan par le roi de France, ils le vendent aux Anglais qui s'emparent de la ville. Chargés par le roi d’Angleterre de la garde de Carentan après le départ des Anglais, celui-ci est repris par partisans du roi de France qui arrêtèrent les traîtres qui sont conduits au château de Caen, puis à Paris où ils furent décapités le 14 décembre 1346, sur la place des Halles[13].